# Heterognatha
Heterognatha là một chi nhện trong họ Araneidae.